# Eimsbüttel
Eimsbüttel è un quartiere della città tedesca di Amburgo. È compreso nel distretto omonimo.